# Жером ле Банне
Жером Ле Банне (фр. Jérôme Le Banner; народився 26 грудня 1972 року, Париж, Франція) — французький професійний кікбоксер, боксер, реслер, найбільш відомий завдяки своїм виступам в К-1. Відмінними рисами бійця були агресивна манера ведення бою, а також нокаутуючий удар. На його рахунку кілька гучних перемог над такими видатними бійцями як Ернесто Гост (двічі), Франциско Фільо, Марк Хант (тричі), Сем Греко, Майк Бернардо (двічі), Петер Артс, Рік Руфус, Ремі Боньяскі, Тайрон Спонг і Стефан Леко.

## Біографія
Жером Ле Банне народився 26 грудня 1972 року у французькому місті Гавр, регіон Нормандія. У віці 5 років почав займатися дзюдо. Переглянувши в шістнадцятирічному віці фільм Брюса Лі «Кулак люті», Жером змінив дзюдо на карате, з якого взяв свою правосторонню стійку і почав практикувати удари. Незважаючи на те, що Ле Банне є правшею, дану стійку він використовував протягом всієї кар'єри. Також намагався перенести у власну практику побачені техніки з Джіт-кун-до . У віці 18 років прийшов в кікбоксинг Ле Банне є володарем чорного поясу в Кіокушинкай — карате і дзюдо .

## Кар'єра
У 18 років Ле Банне виступив на своїх перших змаганнях по кікбоксингу, а в 19 років вже мав титул чемпіона Франції за версією ISKA. Незабаром після цього він завоював пояс чемпіона Європи в дуелі проти Енді Майо і виграв Міжконтинентальний пояс, перемігши в ПАР Майка Бернардо. У 21 ріці у нього з'явився шанс зустрітися з Річардом Вінсом за титул IKL World Kickboxing.

### Дебют в К-1
3 березня 1995 року Ле Банне дебютував в K-1, вигравши п'ятираундний бій рішенням у Ноквіда Деві. Бій проходив в абсолютній ваговій категорії, тому Ле Банне важив 107 кг, тоді як Ноквід тільки 74. Через два місяці, 4 травня 1995 року Ле Банне дебютував в своєму першому турнірі K-1 World Grand Prix в Токіо, Японія. Там він нокаутував Масаакі Сатаке і Майка Бернардо, а в фіналі програв Петеру Артсу.

### Бій за чемпіонський титул
У 1995 році після виступів в K-1 Ле Банне відправився служити в Армію Франції і не тренувався практично рік. У квітні 1996 року він повернувся до тренувань, на цей раз з новим тренером. І 1 червня 1996 року в бою проти Кертіса Шустера в Парижі Ле Банне завоював титул чемпіона світу ISKA Muay Thai World в суперважкій вазі. 18 жовтня на турнірі K-1 Star Wars '96 Жером у другому раунді нокаутував Ернесто Госта.

### К-1 і кікбоксинг
У 1997 році у Ле Банне знову виникли проблеми з пошуком тренера. В результаті боєць почав співпрацювати з тренером боксера Крістофа Тьоззо Жаном-Крістофом Кур'є. У 1998 році Ле Банне вийшов на американського промоутера Дона Кінга, який знайшов йому тренера з боксу Дона Тернера. У підсумку він зміг тренуватися в одному залі з Евандером Холіфілдом.
18 липня на турнірі K-1 DREAM '98 Ле Банне зустрівся з Семом Греко. Греко відправив Ле Банне в нокдаун в першому раунді, проте він зумів зібратися і в другому раунді нокаутував Греко.
19 вересня Ле Банне виступав на розігріві перед боєм Евандера Холіфілда проти Вон Біна. Ле Банне переміг Еспедіто да Сілву в першому раунді нокаутом, пробивши хайкік, що принесло йому титул чемпіона світу в суперважкій вазі WKN Muay Thai.
У професійному боксі Ле Банне провів 6 боїв, здобув 6 перемог, причому 5 — нокаутами, 1 — дискваліфікацією суперника. Також він хотів виступити за правилами боксу в Медісон Сквер Гарден в лютому і березні 1999 року, проте проблеми з Доном Кінгом з приводу контракту не дозволили боїям відбутися.

### Повернення в К-1
Через проблеми з контрактними зобов'язаннями Ле Банне не міг одночасно виступати в боксі і кікбоксингу. У 1999 році продюсер K-1 Казуйосі Ісі зміг вирішити проблеми з контрактом і Ле Банне повернувся в K-1. 3 жовтня він взяв участь в турнірі K-1 World Grand Prix '99 Opening Round, який проходив в Осаці (Японія). У першому колі він зустрівся з англійцем Меттом Скелтоном. До цього Метт розглядався претендентом на титул чемпіона WBA в суперважкій вазі, а в WBO мав п'ятий номер в рейтингу. Скелтон до зустрічі з Ле Банне жодного разу не був нокаутований. У першому раунді після клінчу Скелтон впав і суддя почав відлік, проте той швидко встав. Через кілька секунд Ле Банне знову відправив Скелтона на підлогу і ситуація повторилася. У підсумку після «двійки» і добивання у канатів англієць впав, а Ле Банне завершив бій за 1:59 в першому раунді нокаутом.

### Матчі фінального раунду K-1 GP 99
5 грудня в Токіо-Доум проходив фінальний раунд K-1 Grand Prix '99, в якому Ле Банне зустрівся з триразовим чемпіоном Гран-прі Петером Артсом в чвертьфіналі. Артсу вдалося відправити Ле Банне в нокдаун правим хайкіком вже на початку бою, однак він встав і продовжив бій. Артс відправився добивати суперника, але Ле Банне відбився і не пропустив ще один хайкік. Ле Банне наступав і зловив Артса в розміні біля канатів лівим хуком, після чого бій був зупинений на 1:11 в першому раунді. У півфіналі Ле Банне зустрівся з Ернесто Гостом. Ле Банне домінував, проте програв технічним нокаутом в третьому раунді.

### Кращий технічний нокаут або «КО тисячоліття»
23 квітня 2000 року Ле Банне взяв участь в турнірі K-1 The Millennium, де зустрівся з чинним чемпіоном світу з карате кіокушинкай 1999 року Франциско Фільо. За рік до цього Фільо переміг чемпіона Гран Прі К-1 1999 року Ернесто Госта нокаутом. Однак Ле Банне нокаутував Фільо прямим ударом лівою в першому раунді. Нокаут був названий «Кращим технічним нокаутом тисячоліття» (або Міленіум KO за назвою турніру), як це було заявлено в межах рингу і японських медіа. Ліва рука і удар лівою Ле Банне після бою був названий «Золотою лівою».
30 липня Ле Банне здобув перемоги над Марком Хантом, Ніколасом Петтасом і Ернесто Гостом і став чемпіоном турніру K-1 World Grand Prix 2000 в Нагої. Однак він не зміг взяти участь у фінальному турнірі K-1 World Grand Prix 2000 Final через інфекційної хвороби.
29 квітня 2001 року Ле Банне виграв турнір K-1 World Grand Prix 2001 року в Осаці трьома нокаутами в перших раундах, встановивши рекорд турніру, витративши на три бої всього 4 хвилини і 4 секунди.
8 грудня Ле Банне програв Марку Ханту нокаутом в чвертьфіналі турніру K-1 World Grand Prix 2001. Бій став одним з найгучніших розчарувань в K-1. Після бою японський журнал SRS-DX, присвячений єдиноборствам, опублікував фото моменту, в якому Хант потрапляє Ле Банне ліктем в обличчя, проте це ні до чого не призвело і результат не був змінений. В результаті Хант пройшов до півфіналу, де переміг Стефана Леко, а в фіналі рішенням переміг Франциско Фільо.